# Maurice Pon
 (septembre 2011).
Si vous disposez d'ouvrages ou d'articles de référence ou si vous connaissez des sites web de qualité traitant du thème abordé ici, merci de compléter l'article en donnant les références utiles à sa vérifiabilité et en les liant à la section « Notes et références ».
Ne doit pas être confondu avec Maurice Pons.
Maurice Pon, né le 26 octobre 1921 à Bordeaux et mort le 3 avril 2019 à Saint-Maur-des-Fossés, est un parolier français, auteur d'un millier de chansons, qui a travaillé principalement avec Henri Salvador.

## Biographie

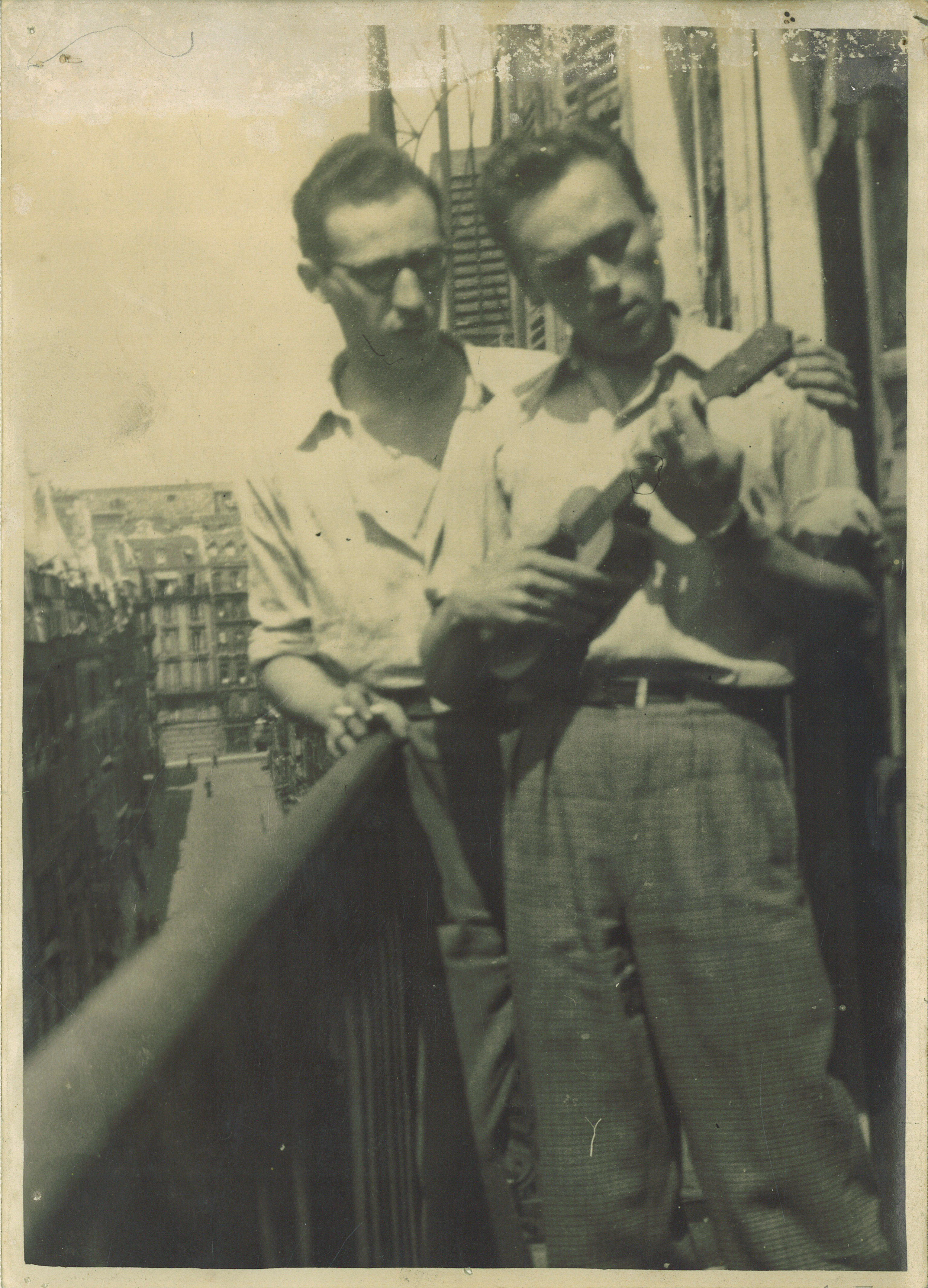
Maurice Pon (à gauche) et Bernard Michel.

Maurice Pon joue avant-guerre dans divers orchestres. Il rejoint son frère André à Paris où il fait la connaissance de Bernard Michel et de Maurice Favier (qui prendra le nom de Favières avant de devenir animateur à la radio ainsi qu’à la télévision) et organise des spectacles avec un autre ami, Marcel Faas, tout en se produisant sur scène avec lui.
Il œuvre comme secouriste puis entre dans la Résistance et commence à écrire des chansons avec Bernard Michel. Avec ce dernier, il rencontre Henri Salvador. Il propose au chanteur, qui vient de quitter l’orchestre de Ray Ventura et se produit à l’ABC, une première chanson. C’est le début d’une collaboration qui va durer soixante ans.
En 1949, Maurice Pon écrit les paroles de Le Loup, la Biche et le Chevalier, rebaptisée par le public Une chanson douce. Il va alors se spécialiser dans les paroles de chansons tendres et Bernard Michel dans des textes plus comiques. Avec Salvador, Maurice Pon écrit également Le travail c'est la santé, L’Abeille et le Papillon, Petit Indien ou encore Dans mon île.
Il écrit aussi pour d'autres chanteurs, notamment Bourvil, Fernandel, Jean Sablon, André Claveau et les Frères Jacques, reconnaissant en fin de carrière être l’auteur d’un millier de chansons. Il reçoit en 2003 la Légion d'honneur des mains de Michel Rivgauche.
En 2004, dans la loge d'Henri Salvador, il rencontre le compositeur-interprète Thierry Guillo avec qui il écrit plus d'une trentaine de titres dont la fameuse chanson Cool cool cool, devenue un tube sur Internet avec plus d'un million de clics en 2011, ou encore Noël à Nice, chanson qui fait désormais partie du patrimoine niçois.
Il meurt le 3 avril 2019 à Saint-Maur-des-Fossés et est inhumé à Lougratte (Lot-et-Garonne).

## Publication
- Maurice Pon, Ma chanson douce avec Henri Salvador : souvenirs d'un homme de paroles, Chatou, Mustang éditions, 2011, 257 p. (ISBN 978-2-9535727-1-1).